# Kertajati
Kertajati is een dorp in het regentschap Majalengka van de provincie West-Java, Indonesië. Kertajati telt 4011 inwoners (volkstelling 2010).
De grote Internationale luchthaven Kertajati (ook bekend als West Java International Airport) is in 2018 geopend bij Kertajati.